# Althepus minimus
Espèce
Althepus minimus est une espèce d'araignées aranéomorphes de la famille des Psilodercidae.

## Distribution
Cette espèce est endémique de Sumatra en Indonésie. Elle se rencontre dans le parc national de Kerinci Seblat.

## Description
La carapace de la femelle holotype mesure 1,0 mm de long sur 0,9 mm et l'abdomen 1,5 mm de long

## Publication originale
- Deeleman-Reinhold, 1995 : The Ochyroceratidae of the Indo-Pacific region (Araneae). The Raffles Bulletin of Zoology Supplement, no 2, p. 1-103 (texte intégral).